# Jean Patton
Jean Patton (São Paulo, 25 de outubro de 1989) é um músico multi-instrumentista, compositor e guitarrista brasileiro.
É co-fundador da banda brasileira de heavy metal Project46, formada em 2008 em São Paulo.
Tem dois EP's e três álbuns de estúdio lançados com a banda e já se apresentou em festivais como Rock in Rio, Maximus Festival, Monsters of Rock, Knotfest, entre outros.

## Carreira
Em 2019, Patton criou a plataforma online Comunidade do Riff, dedicada ao universo da guitarra base metal. No final de 2019, chegou a fazer um teste para sair em turnê com o grupo Machine Head.
Em 2022, Patton criou uma loja online, destinado a venda de timbres desenvolvidos por ele, usados em gravações, vídeos e experimentos pessoais. E em diversos formatos, desde pedaleiras até plugins, como exemplo, Neural DSP, Amplitube, Fractal Audio.
Ainda em 2022, substituiu Andreas Kisser no Sepultura, em alguns shows da turnê europeia do álbum Quadra.

## Guitarras
- Squier Fender Stratocaster Alpino White - Indian Laurel fingerboard;
- LTD M-202;
- LTD MH-1000 FR - Customizada - Captadores Dime set (Seymour Duncan);
- Washburn Dime Black Bolt Funky Munky - Captadores Dime set (Seymour Duncan);
- ESP Eclipse II FR;
- LTD MH-417;
- LTD MH-417 Jägermeister;
- LTD MH-417 Metal, Soco Na Cara;
- LTD MH-417 B;
- LTD MH-1000 ET - Customizada - Captadores Dime set (Seymour Duncan);
- LTD MH-1007 ET - Customizada - Captadores Black Winter set (Seymour Duncan);
- EII Horizon NT-7B;
- LTD MH-1000 E SW - Captadores 59' Model Humbucker "Neck", TB-6 Duncan Distortion Trembucker "Bridge" (Seymour Duncan);

## Discografia
EP's
- If You Want Your Survival Sign Wake up Tomorrow (2009)
- Ao Vivo no Inferno (2011)

Álbuns de estúdio
- Doa a Quem Doer (2011)
- Que Seja Feita a Nossa Vontade (2014)
- TR3S (2017)